# P
 Denne artikel omhandler det latinske bogstav "P". Opslagsordet har også en anden betydning, se P (band).
P er det sekstende bogstav i det latinske alfabet og i det danske alfabet. Den tilhører gruppen vi kalder konsonanter.

## Andre betydninger
Tegnet P har mange betydninger.
1. Kemisk tegn for fosfor.
2. VIN-kode for modelår 1993.
3. p er forkortelse for præfikset piko og angiver at tallet skal ganges med 10-12.
4. P er forkortelse for præfikset peta og angiver at tallet skal ganges med 1015.
5. P var partibogstavet for Fælles Kurs.
6. P rimer på bogstaverne: d,e,c,g,t,v,b
7. P kan bruges som en smiley der rækker tunge: :P